# Iouri Soloviev (historien des sciences)
Pour les articles homonymes, voir Soloviev.
Iouri Ivanovitch Soloviev (en russe : Ю́рий Ива́нович Соловьёв), né le 30 septembre 1924 à Krasnoïarsk et mort en 2005, est un historien des sciences et enseignant universitaire russe.

## Biographie
Soloviev est le fils de Wilks Alfred Genrikhovitch Soloviev et Klavdia Ivanovna Solovieva. Sa mère, médecin de profession, meurt en 1934 et son père, soldat, est arrêté en 1937. Il est élevé par sa grand-mère, Ekaterina Kondratievna Solovieva, et sa tante, Leonilla Ivanovna, qui l'adoptent en 1939.
En 1945, Soloviev entre à l'université d'État de Moscou et obtient son diplôme en 1948. À partir de la même année, il travaille à l'Institut d'histoire des sciences naturelles et techniques (ru) de l'Académie des sciences de l'URSS. En 1957, Soloviev devient chef de la section d'histoire de la chimie. Ses travaux portent sur l'histoire de la chimie et il écrit de nombreuses biographies de chimistes. Il est aussi membre correspondant de Académie internationale d'histoire des sciences et membre de l'Académie lettone des sciences.

## Publications
Iouri Soloviev participe à des nombreuses activités éditoriales, dont à celle de la série « Littérature scientifique et biographique » de la maison d'édition Nauka. Quelques-unes des figures qu'il a publiées des biographies sont :
- Svante Arrhénius
- Alexis Balandine
- Jöns Jacob Berzelius
- Paul Walden
- Jacobus Henricus van 't Hoff
- Alfred Werner
- Germain Henri Hess
- Dmitri Petrovitch Konovalov
- Nikolaï Kournakov (en)
- Wladimir Louguinine
- Boris Menchouktine (ru)
- Nikolaï Menchoutkine
- Wilhelm Ostwald
- William Ramsay
- Vladimir Fomine (ru)
- Lev Tschugaeff